# Східносирійський обряд

Східний сирійський хрест

Схі́дносирі́йський обря́д, також називають аси́рійським обря́дом, пе́рським обря́дом, халде́йським обря́дом, несто́ріанським обря́дом або си́ро-схі́дним обря́дом — це східнохристиянський літургійний обряд, який використовує Божественну літургію святих Аддая та Марія та східно-сирійський діалект як її богослужбову мову. Це один з двох основних літургійних обрядів сирійського християнства, іншим є західно-сирійський обряд (антіохійський обряд).
Східносирійський обряд виник у Едесі, Месопотамія, і історично використовувався у Церкві Сходу, найбільшій гілці християнства, яка діяла переважно на схід від Римської імперії, з купою прихильників аж до Південної Індії, Центральної та Внутрішньої Азії та найсильніша в Сасанійській (Перській) імперії. Церква Сходу веде свій початок з I століття, коли святий апостол Тома та його учні, святий Аддай та святий Марій, принесли віру до древньої Месопотамії, нині сучасного Іраку, східних частин Сирії, південно-східної Туреччини та регіонів уздовж турецько-сирійський та ірано-іракський кордони. За традиційними переказами, вважається, що апостол Тома подорожував аж до узбережжя Малабара, південно-західного узбережжя Індії.
Східносирійський обряд продовжує застосовуватися в церквах, що походять від Церкви Сходу, а саме Ассирійської церкви Сходу Іраку (включаючи її архієпархію Халдейська сирійська церква Індії) та Давньої Церкви Сходу, а також у дві східно-католицькі церкви, Халдейська католицька церква Іраку та Сиро-Малабарська церква Індії, які обидві зараз у повному зв'язку з Святим Престолом.
Хоча Давня Церква Сходу та Католицька церква розділилися в 431 р. через Ефеський собор, у 1994 р. Патріарх Ассирійської церкви Мар Дінка IV та Папа Римський Іван Павло II підписали спільну декларацію у Ватикані. У документі Загальної христологічної декларації (1994 р.) стверджується, що розкол, що стався внаслідок Ефеського собору в 431 р., був «значною мірою обумовлений непорозумінням», підтвердженим як тим, що «Христос є справжнім Богом і справжньою людиною» «визнавали» один одного як сестринські Церкви "і пообіцяв вирішити залишилися розбіжності. У 2001 р. Комітет, створений на основі діалогу 1994 р., склав настанови щодо взаємного прийняття до Євхаристії між Халдейською католицькою церквою та Ассирійською церквою Сходу, долаючи всі інші питання.

## Використання
У даний час версії східно-сирійського обряду використовують:
- Деякі церкви, що походять від Церкви Сходу, зокрема:
  - Свята Апостольська Католицька Ассирійська Церква Сходу, що базується в Іраці.
    - Халдейська сирійська церква Індії, що базується в Індії, архиєпископство Ассирійської церкви Сходу.

  - Давня церква Сходу, що базується в Іраці, автокефальна східна церква, яка відокремилася від Ассирійської церкви Сходу в 1964 році.
- Деякі східно-католицькі церкви, включаючи:
  - Халдейська католицька церква, що базується в Іраці, у повному спілкуванні зі Святим Престолом Риму.
  - Сиро-малабарська церква, що базується в Індії, у повному спілкуванні зі Святим Престолом Риму.

## Історія

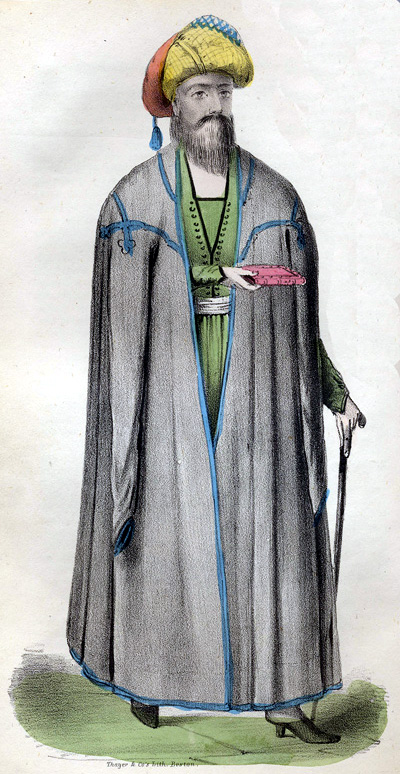
Ілюстрація Мар Еліяса, єпископа Церкви Сходу, XVIII—XIX століття

Східно-сир. літургійна традиція зародилася на територіях на схід від річки Євфрат, що не входили до складу Римської імперії. Християни були присутні в Месопотамії вже з середини II століття. У III столітті ця територія була завойована персами. Проте центром християнства довгий час залишалося місто Едеса, яке з 216 року входило до складу Римської імперії. близько 300 року перські християни були об'єднані під управлінням Католикоса Селевкії-Ктесифона на річці Тигр (недалеко від сучасного Багдада), який пізніше став іменуватися патріархом. При цьому частина громад перебувала у віданні Антіохійського патріархату. У 410 році Собор в Селевкії-Ктесифоні, скликаний за наказом перського царя Яздигерда I, схвалив канони І Вселенського і І Константинопольського соборів, а також ряд канонів Антіохійських соборів. Крім того на соборі 410 року було постановлено здійснювати богослужіння «за західним обрядом», що приніс в Персію з Антіохії єпископ Мартиропольський Маруфа і схвалений Католикосом Селевкії-Ктесифона Ісааком. Однак до середини. VII століття в різних місцевостях богослужіння відбувалося зі своїми обрядовими особливостями. Після засудження в 431 році Несторія Церква Сходу, тяжіла до крайнощів антіохійської христології, що була сформульована Феодором Мопсуестійським, відпала від спілкування з Церквою Візантії. Після того як при імператорі Зеноні (474—491) почалися вигнання несторіан з Візантії, контакти східних християн із Заходом стали скорочуватися. При цьому в літургійному спілкуванні з Церквою Сходу перебували індійські християни апостола Томи, ієрархія яких була з нею пов'язана.
Поворотним моментом у відносинах з Візантією стала ізоляція Церкви Сходу після завоювання Месопотамії арабами-мусульманами. В арабський період (651—1258) патріарх Церкви Сходу перебував в Багдаді, який став з 766 року столицею халіфату. Серйозні літургійні перетворення при патріархові Ішояві III (649—660) багато в чому уніфікували богослужіння. За переказами, Ішояв склав недільний антифонарій, визначив набір 3 основних анафор, відредагував євхологій тощо.
Католицький вплив на східно-сирійський обряд почався вже в XIII столітті: митрополит Нісібінський Ішояв бар Малкон після зустрічі з домініканськими місіонерами вніс в свій Євхологій латинську формулу Хрещення. Наслідком схизми 1553 року в Церкві Сходу стало утворення паралельної уніатської ієрархії, яка перебувала в спілкуванні з Римом. Розкол тривав 120 років, однак на порядку богослужіння ніяк не позначився. Радикальна латинізація східно-сирійського обряду сталася в Індії, де в XVI—XVII століттях сформувався так званий сиро-малабарський обряд. Проникнення окремих елементів римського обряду в богослужіння халдеїв-уніатів тривало до II Ватиканського Собору, після чого Рим, навпаки, став заохочувати повернення до давніх традицій.

## Літургійний календар

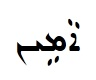
Амінь східносирійською арамейською мовою

Рік поділяється на періоди приблизно по сім тижнів кожен, які називаються Shawu'i; це Адвент (його називають Субара, «Благовіщення»), Епіфаній, Великий піст, Великдень, Апостоли, Літо, «Ілля та Хрест», «Мойсей» та «Посвята» (Qudash idta). «Мойсей» і «Присвячення» мають лише по чотири тижні. Як правило, неділі називаються на честь шауа, в якій вони трапляються, «Четверта неділя Богоявлення», «Друга неділя Благовіщення» тощо, хоча іноді назва змінюється в середині Шауа. Більшість «пам'ятних знаків» (духрані), або днів святих, які мають спеціальні уроки, відбуваються у п'ятницю між Різдвом та Великим постом, і тому є рухомими святами, такими як Різдво, Богоявлення, Успіння та близько тридцяти менших днів без належні лекції — у встановлені дні. Є чотири коротші періоди посту, крім Великого посту; це:
- Піст Мар Зая, три дні після другої неділі Різдва Христового;
- Піст Діви, після першої неділі Водохреща;
- Рогація ніневітян за сімдесят днів до Великодня;
- Піст Март Маріам (Богоматір), з першого по чотирнадцяте серпня.

Піст Ніневітян вшановує пам'ять про покаяння Ніневії під час проповіді Йонани і ретельно зберігається. Мар Мар Зая та Діви майже застаріли. У порівнянні з латинським та грецьким календарями халдейський календар — католицький чи ассирійський — дуже мізерний. Малабарський обряд значною мірою прийняв Римський календар, і кілька римських днів були додані до халдейських католиків. Халдейська великдень збігається з Великоднем Латинської церкви.